# かち歩き
新村出編：広辞苑（第四版）には、類似語も含めて以下の記載がある（文例は省く）。
- かちあゆみ（徒歩み）→乗り物に乗らないであるくこと。
- かちありき（徒歩き）→徒歩で外出すること。
- かちあるき（徒歩き）→かちありきに同じ。

これに対して、以下の記述は外部リンク先の組織（青少年交友協会）での認識であり、辞書的な意味ではないことに注意されたい。特に、「かちあるき」は「飲まない，食べない，走らない」を意味するものではなく、これは単にかちあるき大会主催者の規定を述べたものである。
青少年交友協会による定義：
- かち歩き（かちあるき）とは、「飲まない」、「食べない」、「走らない」で長距離を歩くこと。「かち」は「徒」と「勝」の同音異義語である。かち歩きの目的は、体力をつけて健康を維持する、心身を鍛える、飢え・乾き・疲労などの実体験、自己の限界への挑戦といった意味合いがある。全国各地で大会が開かれているが、自治体等が共催・後援になって行われることもある。最近では、「災害時に交通機関が寸断されても自宅へ帰る」という目的で大会が開催されることもある。